# Tosa (rasa psa)
Tosa (jap. 土佐犬 tosa-inu, tosa-ken, także 土佐闘犬 tosa-tōken) – rasa psa zaliczana do grupy molosów w typie mastifa, wyhodowana w prowincji Tosa w Japonii (dzisiejsza Prefektura Kōchi), w Japonii przeznaczona do walk psów, w innych krajach pełniąca rolę psa-towarzysza i psa stróżującego. W Polsce jest rasą mało znaną.

## Rys historyczny
Tosa wywodzą się z Japonii, gdzie były wykorzystywane do walk psów. Stąd ich pełna nazwa japońska tosa-tōken (psy do walki – tosa). Walki te miały szczególnie długą tradycję na wyspie Sikoku. W połowie XIX w. (restauracja Meiji), gdy rząd Japonii otworzył granice i z Europy zaczęto przywozić psy, Japończycy zauważyli, że tosa-inu różnią się od typowych europejskich psów bojowych. W porównaniu z mastifami, dogami i bulterierami japońskie psy były drobne i niewielkie. Toteż zaczęto kojarzyć je z innymi rasami bojowymi. Tosa powstały ze skojarzeń japońskich szpiców bojowych z europejskimi mastifami i buldogami, dogami niemieckimi, pointerami, bernardynami, bulterierami i dogue de Bordeaux.
W walce psy dążyły do obezwładnienia przeciwnika. Były dyskwalifikowane za szczekanie, a walkę kończono, gdy któreś zwierzę zostało zranione do krwi. W 1910 walki zostały zakazane i rasa była zagrożona wymarciem. W czasie II wojny światowej najlepsze tosa-inu wysłano na północ Japonii, gdzie rasa przetrwała.
Obecnie w Japonii walki psów tosa są legalne, uznawane za dziedzictwo narodowe. Jednak walki te podlegają określonym zasadom i nie są prowadzone do śmierci jednego z psów. 

## Wygląd
Typowy przedstawiciel rasy jest duży i masywny. Ma szeroką klatkę piersiową, dość małe oczy i uszy. Kufa średnia, stop wyraźny. Włos jest krótki i przylegający; gęsty i twardy. Najczęściej spotkana jest tzw. barwa czerwona, płowa, apricot, pręgowana, czarna.

## Zachowanie i charakter
Psy rasy tosa są nieustraszonymi wojownikami. Dlatego muszą być od szczenięcia starannie socjalizowane, aby nie wyrosły na psy nieprzewidywalne. Trzeba je wychowywać łagodnie, ale konsekwentnie. Należy poświęcać czas na regularne, ale nieobciążające zbytnio spacery. W żadnym wypadku nie wolno zachęcać ich do agresywnych zachowań, gdyż nieokiełznane stają się niebezpieczne. 
Swoich domowników traktują z dużą troską i miłością. Jest to pies posłuszny i oddany. Bardzo dobrze żyją z innymi, małymi czworonogami. Pomimo że zostały wyhodowane do walki to są bardzo delikatnymi i wrażliwymi psami.
Jest to rasa łącząca dwie zasadnicze cechy, których ludzie oczekują od psich towarzyszy: przyjazny dla otoczenia i kochający swoją całą rodzinę, z drugiej strony gotowy do obrony w każdej chwili.

## Zdrowie i pielęgnacja
Tosy żyją około 11–12 lat. Ze względu na dużą masę są narażone na dysplazję stawów biodrowych i skręt żołądka (powinny odpocząć przynajmniej dwie godziny po posiłku).

## Prawo
Hodowla tos jest w niektórych krajach zabroniona, np. w Norwegii, Danii, Australii, Nowej Zelandii, Wielka Brytania (Dangerous Dogs Act z roku 1991). W Malezji zakaz hodowli wprowadzono by przeciwdziałać wzrastającej liczbie ataków na ludzi, a zwłaszcza dzieci. W Polsce rasa tosa w roku 2003 została ujęta w wykazie ras psów uznawanych za agresywne.

## Klasyfikacja FCI
W klasyfikacji FCI rasa ta została zaliczona do grupy II – Pinczery, sznaucery, molosy i szwajcarskie psy do bydła, sekcja 2.1 – Molosy typu mastifa. Nie podlega próbom pracy.